# Солнечные часы (Таганрог)
Солнечные часы установлены в Таганроге в 1833 году, расположены на улице Греческой, около Депальдовской (Каменной) лестницы (соединяющей ул. Греческую с ул. Портовой и Пушкинской набережной). Часы являются памятником истории и архитектуры Таганрога, объектом культурного наследия регионального значения в соответствии с Решением № 301 от 18.11.1992 года.

## История
Солнечные часы были установлены в 1833 году, при 6-м градоначальнике Таганрога, бароне Отто Германовиче Франке. В 1972-м, 1990-м и в 2006-07 гг. проводились реставрации часов, в ходе которых несколько раз заменялся гномон, а также были допущены некоторые погрешности. Таганрогские часы являются наиболее древними из ныне существующих солнечных часов России. 

## Описание

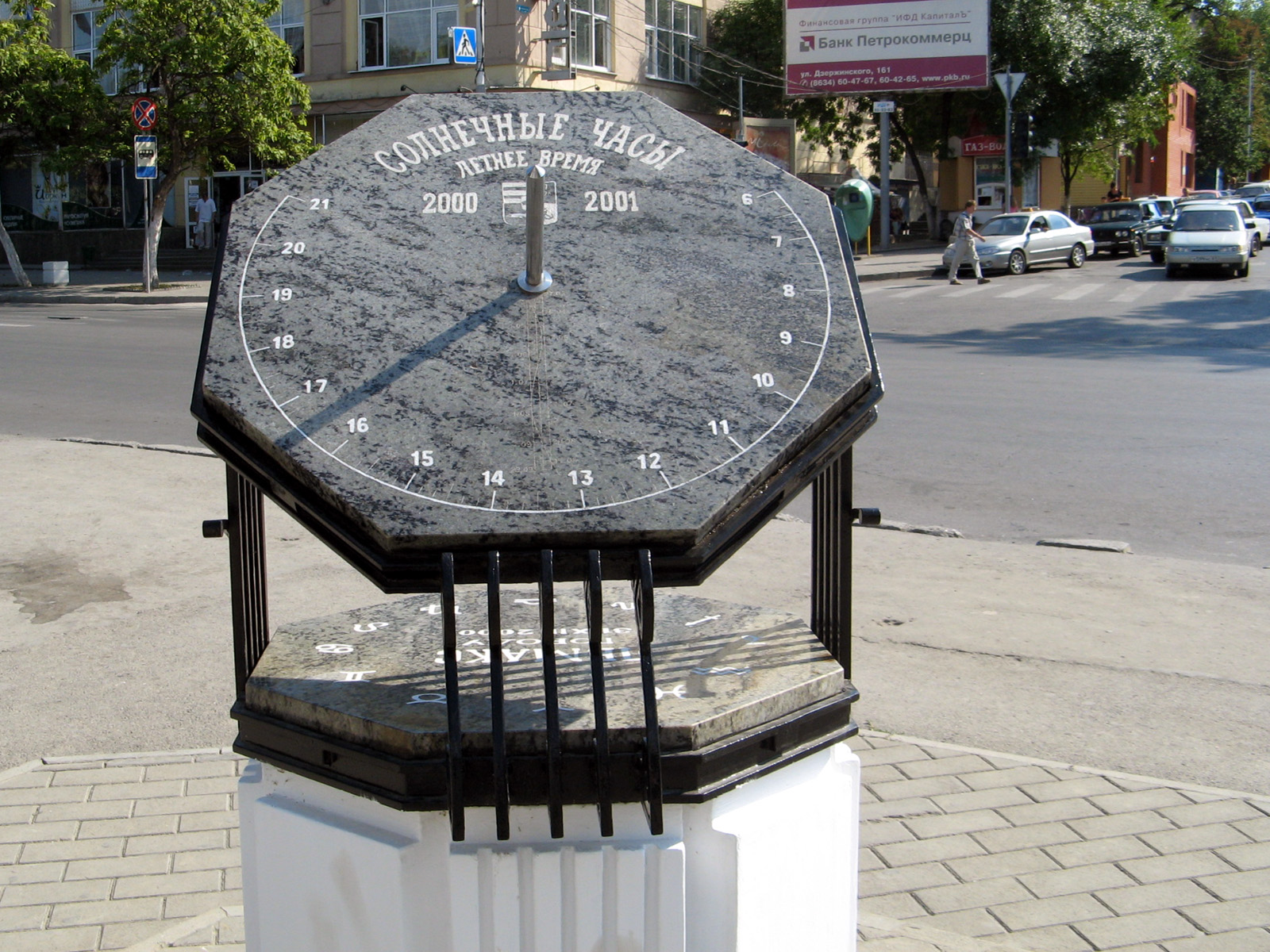
Новые солнечные часы

Циферблат солнечных часов необычен: выгравированные на нём цифры вычислены по специальной формуле, помимо обозначения часов суток, даны корректирующие поправки на каждый месяц. Роль указателя времени - гномона, играет металлический с выемкой треугольник, один из острых углов которого равен географической широте Таганрога - 47°12' с.ш. Гномон закреплён перпендикулярно циферблату так, чтобы его гипотенуза была направлена на полюс мира (точка на небесной сфере, вокруг которой происходит видимое суточное движение звёзд из-за вращения Земли вокруг своей оси). Стрелкой часов служит край тени, отбрасываемой гномоном на циферблат. В Северном полушарии (в т.ч. и в Таганроге) в полдень эта тень направлена на север. Часы не учитывают переход с зимнего на летнее время и наоборот. Раньше таганрогские солнечные часы показывали истинное местное солнечное время (которое для Таганрога на 25 минут раньше московского), и с помощью поправок, данных на циферблате, данное время можно было привести в соответствие с механическими часами. В результате нескольких реставраций ныне эта точность утрачена.
Циферблат солнечных часов выгравирован на 300-килограммовой мраморной плите, установленной параллельно плоскости горизонта. Плиту циферблата поддерживает восьмигранный постамент из сарматского известняка (ракушечника). По всему периметру циферблата выгравированы цифры от 1 до 12 с промежуточными делениями (цена одного деления - 10 минут). 
В 2000 году, перед центральным входом в таганрогский Парк культуры и отдыха имени Горького при поддержке фирмы «Лемакс» были установлены новые солнечные часы. В отличие от часов у Каменной лестницы, новые солнечные часы, конструкции В.А. Иванова, отбрасывают тень на плиту, установленную под углом 47°12' (широта Таганрога) к горизонту. Это позволило сделать равномерной шкалу отсчёта времени, по дополнительной шкале вести отсчёт времени зимой и летом.  На шкале нанесён график поправок. Погрешность отсчёта по этим часам составляет менее 1 минуты.